# Schmigadoon!
Schmigadoon! es una serie de comedia musical estadounidense creada por Cinco Paul y Ken Daurio y con todas las canciones compuestas por Cinco Paul, quien también es el showrunner. La serie se emite en Apple TV+ y se estrenó el 16 de julio de 2021.

## Sinopsis
Dos doctores de Nueva York, Josh y Melissa, se van de viaje de "mochileros" en un intento de salvar su relación. Durante el viaje se pierden y descubren un pueblo mágico, Schmigadoon, donde los habitantes viven en un musical de los años 40. Poco después se darán cuenta de que no podrán marcharse hasta que encuentren el "amor verdadero".

## Reparto

### Principales
- Keegan-Michael Key: interpreta a Josh Skinner; un doctor de Nueva York y la pareja de Melissa.[6]
- Cecily Strong: interpreta a Melissa Gimble; una doctora (OBGYN) de Nueva York y la pareja de Josh.[6]
- Fred Armisen: interpreta al Reverendo Howard Layton; marido de Mildred y líder de la Iglesia Metodista de Schmigadoon.[6][7]
- Dove Cameron: interpreta a Betsy McDonough; una camerera y una de las siete hijas del campesino McDonough.[6]
- Jaime Camil: interpreta al Doc. Jorge Lopez; un doctor víudo, conservador y terco.[8]
- Kristin Chenoweth: interpreta a Mildred Layton; la mujer del reverendo y es la tataranieta del creador del pueblo Schmigadoon.[6][9]
- Alan Cumming: interpreta al alcalde Aloysius Menlove.[6]
- Ariana DeBose: interpreta a Emma Tate; la institutriz de la escuela.[6]
- Ann Harada: interpreta a Florence Menlove.[6]
- Jane Krakowski: interpreta a la Condesa Gabriele Von Blerkom; la prometida de Doc. Jorge Lopez.[6]
- Martin Short: interpreta a Leprechaun.[6]
- Aaron Tveit: interpreta a Danny Bailey; el bribón del pueblo.[10]

### Secundarios
- Liam Quiring-Nkindi como Carson, un niño que tartamudea. Él es quien anuncia los cambios de escena.[7]

### Invitados
- Peppermint como Madam Vina.[11][12]
- Kevin McNulty como Granjero McDonough.[12]
- Timothy Webber como Marv.[12]
- Pedro Salvin como Viejo Doc. Lopez, el padre del Doc. Jorge Lopez.[13]
- Michelle Rios como Sra. Lopez, la madre del Doc. Jorge Lopez.[14]
- Darcey Johnson como Posadero Harvey.[15]
- Scott Patey como Larry el bombero.[15]
- Garfiel Wilson como Henry the Iceman.[15]

## Episodios
| N.º en temp. | Título                                | Dirigido por     | Escrito por                              | Fecha de emisión original |
| --- | ------------------------------------- | ---------------- | ---------------------------------------- | ------------------------- |
| 1 | «Schmigadoon!» «¡Schmigadoon!»        | Barry Sonnenfeld | Cinco Paul y Ken Daurio                  | 16 de julio de 2021       |
| Melissa Gimble y Josh Skinner, doctores en Nueva York, se conocen en el hospital donde los dos trabajan. Cuatro años más tarde, su relación se ha vuelto complicada, así que se van de excursión para revivir la relación. Se pierden y cruzan un puente y encuentran un pueblo idílico llamado Schmigadoon, donde todo el mundo actúa como si estuviese en un musical de las épocas de los 40 y los 50. Melissa les sigue el juego, pero a Josh no le gusta nada de eso. Melissa también le gusta Danny Bailey. La mañana siguiente, Melissa y Josh descubren que no pueden dejar el pueblo hasta que no encuentren el "amor verdadero". |                                       |                  |                                          |                           |
| 2 | «Lovers' Spat» «Riña de pareja»       | Barry Sonnenfeld | Cinco Paul y Ken Daurio & Julie Klausner | 16 de julio de 2021       |
| Después de descubrir que no pueden dejar el pueblo, Melissa y Josh tienen una discusión, mientras, los del pueblo cantan; finalmente, rompen su relación. Melissa da un paseo y se encuentra al alcalde Aloysius Menlove. Mientras, Josh se interesa en la joven cambrera Betsy, quien, más tarde, le ofrece la cesta de picnic en la subasta. Durante la subasta, Melissa se intoxica con el ponche y, por su lado, Josh gana a Betsy. Melissa se subasta a ella misma y es ganada por Danny. Más tarde, Josh se siente incómodo porque Betsy es menor, pero la tarde se hace corta cuando el padre de ella aparece con una escopeta. |                                       |                  |                                          |                           |
| 3 | «Cross That Bridge» «Cruza el puente» | Barry Sonnenfeld | Julie Klausner & Bowen Yang              | 23 de julio de 2021       |
| La mañana siguiente, Melissa se despierta y encuentra a Danny preparando el desayuno. Ella lo ve como una aventura de una noche, así que mientras hace un monólogo sobre su futuro ella se va. Mientras, Josh se promete con Betsy. Mildred Layton prohíbe la entrada al hotel a Melissa y a Josh. Josh intenta cruzar el puente con Betsy pero no puede, así que, lo intenta con otras mujeres. Melissa pide ayuda a la mujer del alcalde, quien parece saber, y estar frustrada por, la orientación sexual de su marido. El granjero McDonough persigue a Josh, quien busca refugio en la iglesia del Reverendo Layton. Dentro, ve a Emma Tate, la institutriz de Schmigadoon y con quien no ha intentado cruzar el puente. Melissa pide un trabajo como enfermera al Doc. Lopez e instantáneamente se enamora de él. |                                       |                  |                                          |                           |
| 4 | «Suddenly» «De repente»               | Barry Sonnenfeld | Cinco Paul & Ken Daurio, Kate Gersten    | 30 de julio de 2021       |
| En un flashback, Josh y Melissa, se marchan de una producción teatral Off-Off-Broadway que un amigo suyo protagoniza. En Schmigadoon, Josh es el nuevo encargado de mantenimiento de Emma a cambio de alojamiento. Ella también lo salva del padre de Betsy. Melissa empieza a trabajar como enfermera, pero Lopez es tiránico y conservador. Él se niega a ayudar a Nancy, una joven embarazada, así que, Melissa les da una lección sobre educación sexual y, ella y Josh, ayudan a la joven dar a luz. El alcalde Menlove c sale del armario ante los habitantes del pueblo. Después de eso y porque el respeto hacia Melissa crece, el Doctor declara su amor a Melissa y, mientras, Emma admite su amor hacia Josh. |                                       |                  |                                          |                           |
| 5 | «Tribulation» «Tribulación»           | Barry Sonnenfeld | Allison Silverman                        | 6 de agosto de 2021       |
| En un flashback, Josh no tiene en cuenta a un compañero y por eso Melissa se enfrenta a él pero Josh se ríe de ella por decir una cosa mal, esa misma noche, él se disculpa. En Schmigadoon, Mildred incita pánico hacia los "extraños" y anuncia su candidatura a alcaldesa. Mientras, la prometida de Lopez, la contesa Gabrielle von Blerkom, vuelve de la ciudad. Melissa espera que la contesa de un paso al lado, como en "The SOund of Music", pero en vez de eso, ella se lleva a Melissa para dar una vuelta en coche y, a punta de pistola, la deja tirada en el campo. Melissa descubre que el corazón simbólico que pensaba que Josh había perdido, había estado en su mochila todo el tiempo. Emma dice a Josh que ella es la madre de Carson y que cuando se quedó embarazada, sus padres la desheredaron. Carson lo oye y se marcha corriendo. Josh le busca en el bosque, donde Danny le tiende una emboscada y le pega. Allí, Josh encuentra el corazón simbólico que Melissa tiró al lago. |                                       |                  |                                          |                           |
| 6 | «How We Change» «Hemos de cambiar»    | Barry Sonnenfeld | Cinco Paul y Ken Daurio                  | 13 de agosto de 2021      |
| Josh encuentra a Carson y hablan sobre cómo las buenas relaciones tardan tiempo. Emma llega y propone que Carson, ella y Josh crucen el puente y empiecen una nueva vida. Lopez rescata a Melissa y le dice que la ha escogida a ella antes que a la contesa, pero ella quiere salvar su relación con Josh. Mientras, Josh, se da cuenta de que quiere la misma cosa que Melissa. En el pueblo, Mildred está a punto de ganar las elecciones. Melissa llega y más tarde lo hace Josh, de manera que interrumpen la votación. Ella pide perdón por romper la relación y le ofrece una canción de amor. La pareja baila. Mildred denuncia a Josh y Melissa, pero Emma dice que ellos han enseñado al pueblo a aceptarse tal y como son. Emma dice a todos que ella es la madre de Carson y la otra gente revela sus secretos; por ejemplo, Mildred es la madre de Nancy y el Reverendo Layton siente algo por el alcalde Menlove. Mildred se enfada y el alcalde el reelegido. Melissa dice a Mildred que no es demasiado tarde para cambiar y el pueblo celebra el cambio con música de estilos más modernos. Josh y Melissa, de la mano, intentan cruzar el puente, pero no se revela si pueden abandonar Schmigadoon o no. |                                       |                  |                                          |                           |

## Producción

### Casting
En enero de 2020 se anunció que estaba previsto que Cecily Strong protagonizara y produjera una serie de Apple TV+. En octubre de 2020 se confirmó la participación de Keegan-Michael Key, Alan Cumming, Fred Armisen, Kristin Chenoweth, Aaron Tveit, Dove Cameron, Ariana DeBose, Jaime Camil, Jane Krakowski y Ann Harada en la serie.

### Rodaje
La filmación empezó el 13 de octubre de 2020 en Vancouver, Canadá y se terminó el 10 de diciembre de ese mismo año.

### Música
Milan Records es el encargado de publicar el álbum de cada episodio después que este sea emitido.
Todas las canciones escritas y compuestas por Cinco Paul y la música por Christopher Willis. 
| Schmigadoon! Episodio 1 |                                                   |                                                          |          |  |
| N.º                     | Título                                            | Artista(s)                                               | Duración |  |
| 1.                      | «Schmigadoon! Main Title»                         | Cinco Paul                                               | 1:14     |  |
| 2.                      | «Schmigadoon!»                                    | Reparto de Schmigadoon!, Alan Cumming, Kristin Chenoweth | 4:12     |  |
| 3.                      | «You Can't Tame Me»                               | Aaron Tveit                                              | 3:23     |  |
| 4.                      | «Corn Puddin'»                                    | Cecily Strong, Reparto de "Schmigadoon!"                 | 1:45     |  |
| 5.                      | «Leprechaun Song»                                 | Martin Short                                             | 0:42     |  |
| 6.                      | «Música: "Just one kick and apparently magic?"»   | Christopher Willis                                       | 2:19     |  |
| 7.                      | «Música: "See you at seven"»                      | Christopher Willis                                       | 2:01     |  |
| 8.                      | «Música: "It's like a trick bridge or something"» | Christopher Willis                                       | 1:08     |  |
| 16:48                   |                                                   |                                                          |          |  |

| Schmigadoon! Episodio 2 |                                                   |                                            |          |  |
| N.º                     | Título                                            | Artista(s)                                 | Duración |  |
| 1.                      | «Lovers' Spat»                                    | Reparto de Schmigadoon!, Kristin Chenoweth | 3:40     |  |
| 2.                      | «Somewhere Love Is Waiting for You»               | Alan Cumming                               | 1:53     |  |
| 3.                      | «Enjoy the Ride (Part I)»                         | Cecily Strong & Aaron Tveit                | 2:24     |  |
| 4.                      | «Enjoy the Ride (Part II)»                        | Dove Cameron, Cecily Strong & Aaron Tveit  | 1:50     |  |
| 5.                      | «Música: “Have you been crying?”»                 | Christopher Willis                         | 0:43     |  |
| 6.                      | «Música: “It’s the Picnic Basket Auction!”»       | Christopher Willis                         | 0:37     |  |
| 8.                      | «Música: "It's like a trick bridge or something"» | Christopher Willis                         | 1:08     |  |
| 16:48                   |                                                   |                                            |          |  |

| Schmigadoon! Episodio 3 |                                                                   |                           |          |  |
| N.º                     | Título                                                            | Artista(s)                | Duración |  |
| 1.                      | «To the Right, To the Left»                                       | Cinco Paul                | 0:52     |  |
| 2.                      | «You Done Tamed Me»                                               | Aaron Tveit               | 1:55     |  |
| 3.                      | «He's a Queer One, That Man o' Mine»                              | Ann Harada                | 2:19     |  |
| 4.                      | «Cross That Bridge»                                               | Reparto de "Schmigadoon!" | 2:37     |  |
| 5.                      | «Enjoy the Ride» (Reprise)                                        | Cecily Strong             | 0:30     |  |
| 6.                      | «Música: "Oh, Betsy..."»                                          | Christopher Willis        | 1:02     |  |
| 7.                      | «Música: "That is the most beautiful thing that I've ever heard"» | Christopher Willis        | 0:32     |  |
| 8.                      | «Música: "She told Poppa!"»                                       | Christopher Willis        | 0:35     |  |
| 10:22                   |                                                                   |                           |          |  |

| Schmigadoon! Episodio 4 |                                            |                                                  |          |  |
| N.º                     | Título                                     | Artista(s)                                       | Duración |  |
| 1.                      | «With All of Your Heart»                   | Ariana DeBose & Los Niños de Schmigadoon!        | 3:46     |  |
| 2.                      | «Va-Gi-Na»                                 | Cecily Strong, Cassandra Consiglio & Alex Barima | 1:18     |  |
| 3.                      | «Somewhere Love Is Waiting for You»        | Alan Cumming                                     | 0:37     |  |
| 4.                      | «Suddenly»                                 | Jaime Camil & Ariana DeBose                      | 3:16     |  |
| 5.                      | «Música: “Can I tempt you with anything?”» | Christopher Willis                               | 0:50     |  |
| 6.                      | «Música: “You were amazing”»               | Christopher Willis                               | 1:23     |  |
| 11:10                   |                                            |                                                  |          |  |

| Schmigadoon! Episodio 5 |                                         |                                               |          |  |
| N.º                     | Título                                  | Artista(s)                                    | Duración |  |
| 1.                      | «Suddenly» (Reprise de Melissa)         | Cecily Strong & Jaime Camil                   | 1:17     |  |
| 2.                      | «Tribulation»                           | Kristin Chenoweth & Reparto de "Schmigadoon!" | 3:59     |  |
| 3.                      | «"I Always, Always, Never Get My Man"»  | Jane Krakowski                                | 1:41     |  |
| 4.                      | «Música: "It'th raithin' bread!"»       | Christopher Willis                            | 0:38     |  |
| 5.                      | «Música: "I Want Jorge!"»               | Christopher Willis                            | 0:52     |  |
| 6.                      | «Música: "It wasn't meant to happen."»  | Christopher Willis                            | 1:08     |  |
| 7.                      | «Música: "That's for stealin' my gal."» | Christopher Willis                            | 0:59     |  |
| 8:74                    |                                         |                                               |          |  |

| Schmigadoon! Episodio 6 |                                                  |                                    |          |  |
| N.º                     | Título                                           | Artista(s)                         | Duración |  |
| 1.                      | «You Make Me Wanna Sing» (Reprise de Melissa)    | Keegan-Michael Key & Cecily Strong | 3:37     |  |
| 2.                      | «How We Change/Finale»                           | Reparto de "Schmigadoon!"          | 3:40     |  |
| 3.                      | «Música: "It's a tent!"»                         | Christopher Willis                 | 1:26     |  |
| 4.                      | «Música: "I'm so glad I found you."»             | Christopher Willis                 | 1:07     |  |
| 5.                      | «Música: "You want to give it to someone else."» | Christopher Willis                 | 0:51     |  |
| 6.                      | «Música: "You go, Harvey!"»                      | Christopher Willis                 | 0:53     |  |
| 10:16                   |                                                  |                                    |          |  |

## Emisión
El tráiler de la serie se publicó el 25 de junio de 2021. Los dos primeros episodios de la serie se estrenaron el 26 de julio de 2021 en Apple TV+. Cada viernes se emite un episodio nuevo. La emisión de la primera temporada se finalizó el 13 de agosto de 2021 después de 6 episodios. 

## Recepción
En el sitio web Rotten Tomatoes la serie tiene un 88% de aprovación y una nota de 7.3/10, basadas en la opinión de 75 críticos. En Metacritic, tiene una nota de 73 sobre 100, basada en 35 críticas, indicanco "generalmente críticas favorables".